# Killbuck (Ohio)
Killbuck es una villa ubicada en el condado de Holmes en el estado estadounidense de Ohio. En el Censo de 2010 tenía una población de 817 habitantes y una densidad poblacional de 883,6 personas por km².

## Geografía
Killbuck se encuentra ubicada en las coordenadas 40°29′48″N 81°58′58″O / 40.49667, -81.98278. Según la Oficina del Censo de los Estados Unidos, Killbuck tiene una superficie total de 0.92 km², de la cual 0.92 km² corresponden a tierra firme y (0%) 0 km² es agua.

## Demografía
Según el censo de 2010, había 817 personas residiendo en Killbuck. La densidad de población era de 883,6 hab./km². De los 817 habitantes, Killbuck estaba compuesto por el 99.14% blancos, el 0% eran afroamericanos, el 0% eran amerindios, el 0.12% eran asiáticos, el 0% eran isleños del Pacífico, el 0.12% eran de otras razas y el 0.61% pertenecían a dos o más razas. Del total de la población el 0.49% eran hispanos o latinos de cualquier raza.